# Preslaveț, Haskovo
Preslaveț (în bulgară Преславец) este un sat în comuna Harmanli, regiunea Haskovo,  Bulgaria. 

## Demografie
Componența etnică a satului Preslaveț
     Turci (17,76%)
     Bulgari (81,57%)
     Nicio identificare (0,65%)
     Altele (0%)
La recensământul din 2011, populația satului Preslaveț era de 152 locuitori. Din punct de vedere etnic, majoritatea locuitorilor (81,57%) erau bulgari, cu o minoritate de turci (17,76%). Pentru 0,65% din locuitori nu este cunoscută apartenența etnică.